# European Food Banks Federation
La European Food Banks Federation (FEBA), est une association sans but lucratif (asbl) continuatrice de l’œuvre de la Fédération Européenne des Banques Alimentaires fondée en 1986. Elle rassemble en 2023, 352 banques alimentaires dans 30 pays membres sur le continent européen, qui luttent contre le gaspillage alimentaire et l'insécurité alimentaire.
De 1986 à 2018, la FEBA est une association loi de 1901 qui a son siège en France à Bourg-la-Reine ; depuis avril 2018 celui-ci est situé à Bruxelles en Belgique. Elle conserve la même vision depuis sa création, que toute personne en Europe ait accès à une alimentation suffisante et équilibrée et qu’aucune nourriture ne soit gaspillée.

## Présentation
Le fonctionnement et les actions de la FEBA sont organisés en adéquation avec la charte des banques alimentaires en Europe, base commune à toutes les banques alimentaires membres de la FEBA, dont les valeurs sont : le don, le partage, le refus du gaspillage et la solidarité européenne.
La FEBA :
- Défends la mise en œuvre effective du droit à l’alimentation et fait connaître le modèle de banque alimentaire, solution éprouvée pour à la fois atténuer la pauvreté alimentaire et réduire le gaspillage.
- Représente les Banques Alimentaires auprès des institutions et des organisations européennes pour maintenir des programmes d’aide alimentaire efficaces et lever les obstacles aux dons de denrées.
- Développe des partenariats avec les entreprises multinationales pour soutenir les activités des banques alimentaires.
- Soutient la création et le développement de banques alimentaires conforme à la charte de la FEBA.
- Organise des échanges d’expérience entre les banques alimentaires

L'organe d'administration de la FEBA est constitué de douze représentants élus parmi ses membres pour une période de quatre ans et d'administrateurs extérieurs proposés par l'organe d'administration. Les activités de la FEBA sont assurées par une équipe de personnes bénévoles ou salariées sous la direction du Directeur Général en liaison avec le Président de l'organe d'administration.
La FEBA est membre du Réseau européen des associations de lutte contre la pauvreté (EAPN) depuis 1991.

### Membres de la FEBA
En 2023, la European Food Banks Federation rassemble 352 banques alimentaires dans 30 pays membres européens :  L'Albanie,Allemagne, Autriche, Belgique,  Bulgarie, Danemark, Espagne, Estonie, France, Grèce, Hongrie, Irlande, Italie, Lituanie, Luxembourg, Norvège, Pays-Bas, Pologne, Portugal, République tchèque, Royaume-Uni, Serbie, Slovaquie, la Suisse . 
La FEBA collabore avec des Associate Members dans cinq autres pays :  la Macédoine du Nord, Malte, la Moldavie, la Roumanie la Slovénie et l'Ukraine.  

## Historique
La première banque alimentaire, St. Mary's Food Bank, a été fondée par John van Hengel, à Phoenix aux États-Unis en 1967. John Van Hengel a grandi à Los Angeles and a déménagé en Arizona en 1965, où il est devenu un bénévole de la soupe populaire. Le réfectoire avait un budget annuel de seulement 8 000 $ and cela a entrainé John Van Hengel à chercher d'autres façons de recevoir des produits gratuits. Au départ, il récupérait les légumes laissés dans les champs et les fruits restés sur les arbres. Malgré tout, il a obtenu plus de produits que ce dont la soupe populaire avait besoin. Il décida donc de donner les produits restants à d'autres associations, leur offrant ainsi la possibilité de distribuer des repas supplémentaires. Après un certain temps, le besoin de structurer cette opération a mené à la création de la première banque alimentaire. Une ancienne boulangerie a été utilisée comme entrepôt. Van Hengel et ses collègues ont vite commencé à récupérer du surplus alimentaire dans de nombreux supermarchés, qui parfois envoyaient même leurs camions directement jusqu'à l'entrepôt. 
La nouvelle de ce type de banque alimentaire est devenue virale et plusieurs banques alimentaires se sont établies, en suivant l'exemple de la St. Mary's Food Bank : aux États-Unis et quelques années plus tard au Canada, comme une sorte de « contamination positive ». 
En France, en 1984, sœur Cécile Bigot entend parler de ce concept par l'intermédiaire de Francis Lopez, le fondateur de la banque alimentaire d'Edmonton au Canada. Dans le but de lutter contre la pauvreté grandissante à Paris, elle contacte Bernard Dandrel du Secours catholique qui, avec l'aide d'autres associations comme Emmaüs et l'Armée du Salut, fonde la première banque alimentaire de Paris-Île-de-France en juillet 1984. En Belgique, André Hubert a rapidement suivi cet exemple en établissant la première banque alimentaire à Bruxelles.  
Bernard Dandrel et André Hubert réalisent ensuite le besoin de créer une organisation qui pourrait représenter les banques alimentaires au niveau européen. La Fédération européenne des banques alimentaires - European Food Banks Federation (FEBA) voit le jour le 23 septembre 1986. 
Entre 1988 et 1992, la FEBA a soutenu le développement de banques alimentaires en Espagne, Italie, Irlande puis de 1994 à 2001 au Portugal, en Pologne, en Grèce et au Luxembourg. Depuis 2004, la Hongrie, la République tchèque, la Slovaquie, le Royaume-Uni, la Lituanie et la Serbie ont rejoint le réseau, suivis en 2010 et 2011 par les Pays-Bas, la Suisse, l'Estonie et le Danemark. En 2013, c'est l'Ukraine et la Bulgarie qui deviennent membres à leur tour, puis la Norvège en 2014, l'Autriche en 2015. Après un partenariat débuté en 2014, Tafel Deutschland e.V. en Allemagne devient membre en mars 2018. En juillet 2018, l'adhésion en Irlande est transférée de Crosscare à FoodCloud Hubs. En Norvège, à la suite de la création d'une fédération nationale, Matsentralen Oslo passe la torche à Matsentralen Norge. En 2022, la 'Ukraine Food Banks Federation' est incorporée et remplace la Kiev Charity City Foundation comme membre de la FEBA pour l'Ukraine . La Moldavie est aussi incorporée dans la foulée. En 2023, L'Albanie est acceptée comme Membre effectif.   
D'autres pays tels que la Macédoine du Nord, Malte, la Moldavie, la Roumanie, la Slovénie et l'Ukraine sont "Associate Members".  
En 2016, la FEBA a célébré son trentième anniversaire. 
En 2018, la Fédération a opéré plusieurs changements. Après 32 ans, le Comité de Direction et l'Assemblée Générale ont décidé de déménager l'organisation de Bourg-la-Reine (Paris) à Bruxelles, dans le but d'être plus proche des Institutions européennes et d'autres partenaires européens et ONG. Ainsi, en février 2018, la European Food Banks Federation asbl (FEBA), une organisation sans but lucratif sous la loi belge, est constituée à Bruxelles, dans la continuité de l'organisation sous la loi française.
En 2019, la Fédération a été reçue en audience privée par le Pape François. À cette occasion, celui-ci a prononcé un discours important.
« Discours du Pape François », sur le site internet de la FEBA (consulté le 13 mai 2021).

Les personnes suivantes ont assuré la présidence de la Fédération Européenne des Banques Alimentaires :
- Bernard Dandrel : 1986
- André Hubert : 1987 - 1994
- Bernard Dandrel : 1994 - 2006
- Jean-Marie Delmelle : 2006 - 2012
- Isabel Jonet : 2014 - 2016
- Jacques Vandenschrik : 2016 - 2024
- Bernard Valuis: 2024 - present

Les personnes suivantes ont assuré la position de Secrétaire Général / Chief Executive Officer : 
- Bernard Dandrel
- Christiane Vian
- Patrick Alix
- Angela Frigo (2018 - 2023) Les personnes suivantes ont assumé le rôle de Chief Executive Officer (fonction remplaçant celle de Secrétaire Général)
- Lindsay Boswell (09/2023 -11/2023) - interim
- Esteban Arriaga (11/2023 - present)

## Le rôle des banques alimentaires du réseau FEBA
Les banques alimentaires membres du réseau de la FEBA fonctionnent sur un même modèle, :
- Elles récupèrent, tout au long de l’année, des denrées auprès des acteurs de la filière agro-alimentaire (producteurs, industriels, distributeurs, restaurants et cantines), dont la plus grande partie aurait autrement été jetée. La nourriture provient aussi des programmes d’aide alimentaire européens et nationaux et des collectes organisées auprès du public ;
- Elles transportent, trient et stockent ces produits dans leurs entrepôts, dans le respect des règles d’hygiène et de sécurité. Elles redistribuent les denrées aux associations qui soutiennent les personnes démunies (colis de nourriture, repas, soupes, épiceries sociales, etc.).

Les banques alimentaires ont un rôle unique : 
- Elles redonnent de la valeur à la nourriture, indispensable source de vie, mais également une opportunité d’échange et de partage, première étape vers la ré-inclusion sociale des personnes en difficulté ;
- Elles sont capables de collecter de grandes quantités de denrées et les redistribuer rapidement et en toute sécurité à leurs nombreuses associations partenaires, offrant ainsi une approche efficace pour réduire la pauvreté alimentaire tout en diminuant le gaspillage ;
- Elles font économiser temps et argent à ces associations qui peuvent donc se concentrer sur l’accompagnement des personnes accueillies ;
- Elles permettent aux entreprises d’éviter la destruction coûteuse de produits et son impact négatif sur l’environnement ;
- Elles encouragent l’implication citoyenne en faisant appel aux bénévoles et contribuent à la cohésion sociale en facilitant des coopérations entre organisations publiques et privées.

## Impact de la FEBA
En 2023, les 352 Banques Alimentaires membres de la  FEBA ont redistribué 839,942 tonnes de nourriture à 44,374 organisations charitables auprès de 12.8 million de personnes grâce à l'aide de 98,662 collaborateurs (94% volontaires). En supplément à l'alimentation provenant de la chaîne alimentaire, les membres de la FEBA on distribué des vivres provenant du FEAD (Fonds Européen d'Aide aux plus Démunis), de l'initiative REACT-EU, du Fonds Social Européen Plus (FSE+) du programme UE de retrait des fruits et légumes de même que de collectes organisées par des particuliers ou des entreprises.  